# Torchi
Pour les articles homonymes, voir Torchi (homonymie).
Le torchi (persan : ترشی / torši, dérivé de ترش / torš, « acidulé ») est un condiment de légumes marinés au vinaigre dans la cuisine iranienne, qui est mangé avec tous les plats. Il est appelé turşu dans la cuisine azerbaïdjanaise et dans la cuisine turque, туршия (turšija) dans la cuisine bulgare, où il est traditionnellement servi comme hors-d'œuvre avec de la rakija (il existe différents types de légumes marinés en Bulgarie, mais les plus appréciés sont les tsarska tourchiya [tourchiya royal] et les selska tourchiya [« tourchiya de village, de la campagne »]). Il est aussi appelé туршија (turšija) dans la cuisine serbe.
Il existe en Tunisie une variante du mets, préparée sans sucre et avec de l'huile d'olive et de l'harissa, qui garde le nom de torchi, généralement servie en entrée ou en amuse-gueule, en tant que kémia.

## Recette
Les tsarska tourchiya sont préparés à partir de chou-fleur, piment, carotte et céleri. Les légumes doivent reposer dans un mélange de sel et de sucre toute une nuit. Le jus est ensuite mélangé à du vinaigre et porté à ébullition pendant quelques minutes. Les légumes sont placés dans de grands pots de verre et écrasés à l'aide de branchettes de cerisier et d'une pierre plate. On remplit finalement les pots d'une marinade froide.
Les selska tourchiya sont préparés selon le même procédé, mais à partir de poivrons, tomates vertes, carottes, chou-fleur, chou et céleri.
Préparer des tourchiya chez soi est une tradition toujours vivante durant les mois d'automne, ceci même dans les grandes villes. C'est un hors-d'œuvre fréquent dans les restaurants.
Le torchi tunisien est préparé avec des légumes, généralement des navets, découpés en fines rondelles puis marinés dans une saumure généralement préparée à base de sel, de vinaigre, d'harissa et d'huile d'olive. Une variante remplace le vinaigre par le jus d'une bigarade ou ajoute à la saumure la pulpe d'une bigarade pelée, épépinée et coupée en morceaux. Dans tous les cas, les légumes sont lavés et essorés, puis assaisonnés d'huile d'olive avant le service.